# Przenoszenie osiągnięć
Przenoszenie osiągnięć (ang. transfer of credits/credit transfer) – uznawanie – przez podmiot nadający kwalifikację – efektów uczenia się/kształcenia się stanowiących składniki wymagań dla tej kwalifikacji, które zostały potwierdzone przez inne podmioty. Definicja przenoszenia osiągnięć odnosi się do projektu Polskiej Ramy Kwalifikacji, realizowanego przez Instytut Badań Edukacyjnych.
Obecnie trwają prace eksperckie dotyczące opracowania koncepcji akumulowania i przenoszenia osiągnięć. Zaplanowane są również pilotaże weryfikujące zaproponowane rozwiązania. Równocześnie polskie środowiska wspierane przez Fundację Rozwoju Systemu Edukacji (Narodową Agencję Programu „Uczenia się przez całe życie”) uczestniczą w projektach służących rozwijaniu koncepcji ECTS (Europejski System Transferu i Akumulacji Osiągnięć) i ECVET (Europejski System Transferu i Akumulacji Osiągnięć w Kształceniu i Szkoleniu Zawodowym). W zakresie szkolnictwa wyższego w latach 2007-2013 działał Zespół Ekspertów Bolońskich, natomiast przygotowanie wdrożenia ECVET w Polsce wspiera Zespół Ekspertów ECVET.
Przenoszenie i akumulowanie osiągnięć będzie stanowić istotny składnik zintegrowanego systemu kwalifikacji. Ma on obejmować kwalifikacje nadawane w obszarze edukacji ogólnej, zawodowej oraz wyższej, znajdujące się na wszystkich poziomach Polskiej Ramy Kwalifikacji. Akumulowanie i przenoszenie osiągnięć ma pozwolić na znacznie większe zróżnicowanie sposobów dochodzenia do kwalifikacji.
Wypracowywany w Polsce model akumulowania i przenoszenia osiągnięć ma być kompatybilny z rozwiązaniami europejskimi (ECTS, ECVET), co pozwoli na przenoszenie osiągnięć między polskim systemem kwalifikacji a systemami w poszczególnych krajach członkowskich Unii. Dzięki czytelnym i spójnym zasadom dotyczącym akumulowania i przenoszenia osiągnięć zostanie również zwiększona przejrzystość kwalifikacji ujętych w krajowym rejestrze kwalifikacji.